# Echipa națională de fotbal a Irlandei
Echipa națională de fotbal a Irlandei reprezintă Irlanda în competițiile fotbalistice ale FIFA. Responsabilitatea alcătuirii acestei echipe aparține Asociației de Fotbal a Irlandei. Și-a făcut debutul la Jocurile Olimpice de vară din 1924, unde a ajuns în sferturi. Sub conducerea antrenorilor Jack Charlton și a succesorului său Mick McCarthy, echipa a avut cele mai mari succese, calificându-se la Euro 1988, ajungând în sferturile CM 1990 la prima apariție și trecând în șaisprezecimi la  CM 1994 și  CM 2002.

## Rezultate în competiții

### Campionatul Mondial
| Țară(i) gazdă / An | Rundă            | Poziție          | MJ               | V                | E*               | Î                | GM               | GP               |
| ------------------ | ---------------- | ---------------- | ---------------- | ---------------- | ---------------- | ---------------- | ---------------- | ---------------- |
| 1930 - 1986        | Nu s-a calificat | Nu s-a calificat | Nu s-a calificat | Nu s-a calificat | Nu s-a calificat | Nu s-a calificat | Nu s-a calificat | Nu s-a calificat |
| 1990               | Sferturi         | 8                | 5                | 0                | 4                | 1                | 2                | 3                |
| 1994               | Optimi           | 16               | 4                | 1                | 1                | 2                | 2                | 4                |
| 1998               | Nu s-a calificat | Nu s-a calificat | Nu s-a calificat | Nu s-a calificat | Nu s-a calificat | Nu s-a calificat | Nu s-a calificat | Nu s-a calificat |
| 2002               | Optimi           | 12               | 4                | 1                | 3                | 0                | 6                | 3                |
| 2006 - 2022        | Nu s-a calificat | Nu s-a calificat | Nu s-a calificat | Nu s-a calificat | Nu s-a calificat | Nu s-a calificat | Nu s-a calificat | Nu s-a calificat |
| Total              | 3/22             |                  | 13               | 2                | 8                | 3                | 10               | 10               |

*Egalurile includ și meciuri de baraj decise la penaltiuri.

### Campionatul European
| Țară(i) gazdă / An | Rundă            | Poziție          | MJ               | V                | E*               | Î                | GM               | GP               |
| ------------------ | ---------------- | ---------------- | ---------------- | ---------------- | ---------------- | ---------------- | ---------------- | ---------------- |
| 1960               | Nu s-a calificat | Nu s-a calificat | Nu s-a calificat | Nu s-a calificat | Nu s-a calificat | Nu s-a calificat | Nu s-a calificat | Nu s-a calificat |
| 1964               | Sferturi         | 5                | 4                | 1                | 1                | 2                | 4                | 9                |
| 1968 - 1984        | Nu s-a calificat | Nu s-a calificat | Nu s-a calificat | Nu s-a calificat | Nu s-a calificat | Nu s-a calificat | Nu s-a calificat | Nu s-a calificat |
| 1988               | Grupe            | 5                | 3                | 1                | 1                | 1                | 2                | 2                |
| 1992 - 2012        | Nu s-a calificat | Nu s-a calificat | Nu s-a calificat | Nu s-a calificat | Nu s-a calificat | Nu s-a calificat | Nu s-a calificat | Nu s-a calificat |
| 2016               | Optimi           |                  | 4                | 1                | 1                | 2                | 3                | 6                |
| 2020 - 2024        | Nu s-a calificat | Nu s-a calificat | Nu s-a calificat | Nu s-a calificat | Nu s-a calificat | Nu s-a calificat | Nu s-a calificat | Nu s-a calificat |
| Total              | 3/17             |                  | 10               | 2                | 2                | 6                | 6                | 17               |

## Jucători

### Lot din 2018
Jucătorii selecționați pentru meciurile de Calificare la Cupa Mondială din 2018 împotriva Țara Galilor pe 9 octombrie 2017.
| Nr. | Poz. | Jucător                | Data nașterii (vârsta)         | Selecții | Goluri | Club                   |
| --- | ---- | ---------------------- | ------------------------------ | -------- | ------ | ---------------------- |
| 1   | P    | Colin Doyle            | 12 iunie 1985 (39 de ani)      | 1        | 0      | Bradford City          |
| 16  | P    | Rob Elliot             | 30 aprilie 1986 (38 de ani)    | 4        | 0      | Newcastle United       |
| 23  | P    | Darren Randolph        | 12 mai 1987 (37 de ani)        | 26       | 0      | Middlesbrough          |
|     |      |                        |                                |          |        |                        |
| 2   | F    | Cyrus Christie         | 30 septembrie 1992 (32 de ani) | 15       | 2      | Middlesbrough          |
| 3   | F    | Ciaran Clark           | 26 septembrie 1989 (35 de ani) | 28       | 2      | Newcastle United       |
| 4   | F    | John O'Shea            | 30 aprilie 1981 (43 de ani)    | 118      | 3      | Sunderland             |
| 5   | F    | Richard Keogh          | 11 august 1986 (38 de ani)     | 17       | 1      | Derby County           |
| 17  | F    | Stephen Ward           | 20 august 1985 (39 de ani)     | 47       | 3      | Burnley                |
| 20  | F    | Shane Duffy            | 1 ianuarie 1992 (33 de ani)    | 15       | 1      | Brighton & Hove Albion |
| 21  | F    | Kevin Long             | 18 august 1990 (34 de ani)     | 4        | 0      | Burnley                |
|     |      |                        |                                |          |        |                        |
| 7   | M    | Aiden McGeady          | 4 aprilie 1986 (38 de ani)     | 92       | 5      | Sunderland             |
| 6   | M    | Glenn Whelan           | 13 ianuarie 1984 (41 de ani)   | 83       | 2      | Aston Villa            |
| 10  | M    | Robbie Brady           | 14 ianuarie 1992 (33 de ani)   | 37       | 7      | Burnley                |
| 11  | M    | James McClean          | 22 aprilie 1989 (35 de ani)    | 55       | 10     | West Bromwich Albion   |
| 12  | M    | Callum O'Dowda         | 23 aprilie 1995 (29 de ani)    | 7        | 0      | Bristol City           |
| 13  | M    | Jeff Hendrick          | 31 ianuarie 1992 (33 de ani)   | 36       | 1      | Burnley                |
| 14  | M    | Wes Hoolahan           | 20 mai 1982 (42 de ani)        | 42       | 3      | Norwich City           |
| 15  | M    | Conor Hourihane        | 2 februarie 1991 (34 de ani)   | 3        | 0      | Aston Villa            |
| 18  | M    | David Meyler (captain) | 29 mai 1989 (35 de ani)        | 23       | 0      | Hull City              |
| 22  | M    | Harry Arter            | 28 decembrie 1989 (35 de ani)  | 9        | 0      | Bournemouth            |
|     |      |                        |                                |          |        |                        |
| 9   | A    | Scott Hogan            | 13 aprilie 1992 (32 de ani)    | 0        | 0      | Aston Villa            |
| 8   | A    | Daryl Murphy           | 15 martie 1983 (42 de ani)     | 30       | 3      | Nottingham Forest      |
| 19  | A    | Seán Maguire           | 1 mai 1994 (30 de ani)         | 1        | 0      | Preston North End      |

## Recorduri

### Jucătorii cu cele mai multe meciuri
| #   | Nume           | Carieră la națională | Selecții | Goluri |
| --- | -------------- | -------------------- | -------- | ------ |
| 1.  | Robbie Keane   | 1998–2016            | 146      | 68     |
| 2.  | Shay Given     | 1996–2016            | 134      | 0      |
| 3.  | John O'Shea    | 2001–                | 118      | 3      |
| 4.  | Kevin Kilbane  | 1997–2011            | 110      | 8      |
| 5.  | Steve Staunton | 1988–2002            | 102      | 7      |
| 6.  | Damien Duff    | 1998–2012            | 100      | 8      |
| 8.  | Aiden McGeady  | 2004–                | 92       | 5      |
| 7.  | Niall Quinn    | 1986–2002            | 91       | 21     |
| 9.  | Tony Cascarino | 1985–2000            | 88       | 19     |
| 10. | Paul McGrath   | 1985–1997            | 83       | 8      |

### Golgeteri
| #   | Nume             | Carieră la națională | Goluri | Selecții | Medie |
| --- | ---------------- | -------------------- | ------ | -------- | ----- |
| 1.  | Robbie Keane     | 1998–2016            | 68     | 146      | 0.47  |
| 2.  | Niall Quinn      | 1986–2002            | 21     | 91       | 0.23  |
| 3.  | Frank Stapleton  | 1977–90              | 20     | 71       | 0.28  |
| 4.  | Don Givens       | 1969–81              | 19     | 56       | 0.34  |
| 4.  | John Aldridge    | 1986–97              | 19     | 69       | 0.28  |
| 4.  | Tony Cascarino   | 1985–2000            | 19     | 88       | 0.22  |
| 7.  | Shane Long       | 2007–                | 17     | 73       | 0.23  |
| 8.  | Noel Cantwell    | 1953–67              | 14     | 36       | 0.39  |
| 8.  | Kevin Doyle      | 2006–17              | 14     | 63       | 0.22  |
| 8.  | Jonathan Walters | 2010–                | 14     | 49       | 0.27  |
| 10. | Jimmy Dunne      | 1930–39              | 13     | 15       | 0.87  |
| 10. | Gerry Daly       | 1973–86              | 13     | 48       | 0.27  |

## Antrenori
| Antrenor                   | Perioadă     | Meciuri | Victorii | Egaluri | Înfrângeri | Victorii % | Înfrângeri % |
| -------------------------- | ------------ | ------- | -------- | ------- | ---------- | ---------- | ------------ |
| Doug Livingstone           | 1951–1953    |         |          |         |            |            |              |
| Alex Stevenson             | 1953–1955    |         |          |         |            |            |              |
| Johnny Carey               | 1955–1967    |         |          |         |            |            |              |
| Noel Cantwell              | 1967         |         |          |         |            |            |              |
| Charlie Hurley             | 1967–1969    |         |          |         |            |            |              |
| Mick Meagan                | 1969–1971    | 12      | 0        | 3       | 9          | 0.00       | 75.00        |
| Liam Tuohy                 | 1971–1973    | 10      | 3        | 1       | 6          | 30.00      | 60.00        |
| Seán Thomas (interimar)    | 1973         | 1       | 0        | 1       | 0          | 0.00       | 0.00         |
| Johnny Giles               | 1973–1980    | 37      | 14       | 9       | 14         | 37.84      | 37.84        |
| Alan Kelly Snr (interimar) | 1980         | 1       | 1        | 0       | 0          | 100.00     | 0.00         |
| Eoin Hand                  | 1980–1985    | 40      | 11       | 9       | 20         | 27.50      | 50           |
| Jack Charlton              | 1986–1995    | 94      | 47       | 30      | 17         | 50.00      | 18.1         |
| Mick McCarthy              | 1996–2002    | 68      | 29       | 19      | 20         | 42.65      | 29.4         |
| Don Givens (interimar)     | 2002         | 1       | 0        | 1       | 0          | 0          | 0            |
| Brian Kerr                 | 2003–2005    | 32      | 17       | 11      | 4          | 53.13      | 12.5         |
| Steve Staunton             | 2006–2007    | 17      | 6        | 5       | 6          | 35.29      | 35.29        |
| Don Givens (interimar)     | 2007–2008    | 2       | 0        | 1       | 1          | 0          | 50           |
| Giovanni Trapattoni        | 2008–present | 27      | 10       | 11      | 6          | 37.04      | 22.22        |

### Stafful actual
- Antrenor: Giovanni Trapattoni
- Antrenor asistent: Marco Tardelli
- Antrenor cu portarii: Alan Kelly
- Antrenor de fitness: Fausto Rossi
- Scout: Frank Stapleton